# Веховиці
Веховиці (пол. Wiechowice) — село в Польщі, у гміні Браниці Ґлубчицького повіту Опольського воєводства.
Населення — 199 осіб (2011).

## Демографія
Демографічна структура станом на 31 березня 2011 року:
|          | Загалом | Допрацездатний вік | Працездатний вік | Постпрацездатний вік |
| -------- | ------- | ------------------ | ---------------- | -------------------- |
| Чоловіки | 103     | 19                 | 77               | 7                    |
| Жінки    | 96      | 17                 | 60               | 19                   |
| Разом    | 199     | 36                 | 137              | 26                   |